# Ребека Фъргюсън
Ребека Луиза Фъргюсън Сундстрьом (на английски: Rebecca Louisa Ferguson Sundström) е шведска актриса. Говори шведски и английски и работи активно в Швеция, Великобритания и най-вече в Съединените щати. 

## Биография
Фъргюсън е родена на 19 октомври 1983 г. в Стокхолм, Швеция. Започва своята актьорска кариера през 1999 г. с роля в шведската сапунена опера Nya tider. Дебютира в киното през 2004 г. с роля в шведския слашър филм Drowning Ghost. Придобива  международна известност с ролята си на Елизабет Уудвил в британската драма на BBC „Бялата кралица“ (2013), която ѝ носи номинация за „Златен глобус“ в категорията „най-добра актриса в минисериал или телевизионен филм“. Първата ѝ роля в Холивуд е в „Херкулес“, където си партнира с Дуейн Джонсън.
Фъргюсън играе ролята на Илза Фауст, агент на MИ6, в три от филмите в поредицата „Мисията невъзможна“: „Престъпна нация“ (2015), „Разпад“ (2018) и „Пълна разплата – част първа“ (2023). Играе ролята на оперната певица Йени Линд в музикалния филм „Най-великият шоумен“ (2017), участва във филмите на ужасите „Признак на живот“ (2017) и „Доктор Сън“ (2019) и получава поддържащи роли в комедийната драма „Флорънс“ (2016), трилъра „Момичето от влака“ (2016) и научнофантастичните филми „Дюн“ (2021) и „Дюн: Част втора“ (2024). През 2023 г. започва да участва в научно-фантастичния сериал „Силоз“ по Apple TV+.